# Westerheim, Alb-Donau
Westerheim là một thị xã nằm trong huyện Alb-Donau thuộc bang Baden-Württemberg, Đức.